# 中村方子
中村方子（なかむら まさこ、1930年―　）は、日本の動物学者、中央大学名誉教授。
東京生まれ。お茶の水女子大学理学部動物学科卒。東京都立大学 (1949-2011)理学部助手、1964年都立大理学博士。中央大学経済学部助教授、教授、2001年定年、名誉教授。
主としてミミズの生態を研究。

## 著書
- 『教養の生命科学』朝倉書店　1995
- 『ミミズのいる地球 大陸移動の生き証人』1996　中公新書
- 『ヒトとミミズの生活誌』吉川弘文館　1998　歴史文化ライブラリー
- 『ミミズに魅せられて半世紀』新日本出版社　2001

共著
- 『動物の物質経済研究法』松本忠夫共著 共立出版、1978

## 参考
- ヒトを読む・中村方子--半世紀ミミズと一緒に女性のための土壌作り『ミミズに魅せられて半世紀』 中村方子、大野浩子 アウラ 2001-12